# Kadyrowo (rejon kugarcziński)
Kadyrowo (ros. Кадырово) – wieś (dieriewnia) w Rosji, w Baszkortostanie, w rejonie kugarczińskim. W 2010 liczyła 127 mieszkańców.